# Hesteyrarfjörður
Hesteyrarfjörður är en fjord i republiken Island.   Den ligger i regionen Västfjordarna, i den nordvästra delen av landet, 250 km norr om huvudstaden Reykjavík.
Inlandsklimat råder i trakten. Årsmedeltemperaturen i trakten är −3 °C. Den varmaste månaden är juli, då medeltemperaturen är 10 °C, och den kallaste är februari, med −8 °C.